# Championnat du monde de beach handball
Le Championnat du monde de beach handball réunit tous les deux ans depuis 2004 les meilleures équipes de beach handball du monde, sous l'égide de la Fédération internationale de handball. Cette compétition comporte à la fois un tournoi masculin et un tournoi féminin.

## Tournoi masculin
| Édition   | Nation hôte | Champion                                                       | Finaliste                                                      | Troisième                                                      |
| --------- | ----------- | -------------------------------------------------------------- | -------------------------------------------------------------- | -------------------------------------------------------------- |
| 2004 (en) | Égypte      | Égypte                                                         | Turquie                                                        | Russie                                                         |
| 2006 (en) | Brésil      | Brésil                                                         | Turquie                                                        | Espagne                                                        |
| 2008 (en) | Espagne     | Croatie                                                        | Brésil                                                         | Serbie                                                         |
| 2010 (en) | Turquie     | Brésil (2)                                                     | Hongrie                                                        | Turquie                                                        |
| 2012 (en) | Oman        | Brésil (3)                                                     | Ukraine                                                        | Croatie                                                        |
| 2014 (en) | Brésil      | Brésil (4)                                                     | Croatie                                                        | Qatar                                                          |
| 2016      | Hongrie     | Croatie (2)                                                    | Brésil                                                         | Qatar                                                          |
| 2018 (en) | Russie      | Brésil (5)                                                     | Croatie                                                        | Hongrie                                                        |
| 2020 (en) | Italie      | Reporté en 2021 puis annulé à cause de la pandémie de Covid-19 | Reporté en 2021 puis annulé à cause de la pandémie de Covid-19 | Reporté en 2021 puis annulé à cause de la pandémie de Covid-19 |
| 2022 (en) | Grèce       | Croatie (3)                                                    | Danemark                                                       | Brésil                                                         |
| 2024 (en) | Chine       | Croatie (3)                                                    | Danemark                                                       | Portugal                                                       |

## Tournoi féminin
| Édition   | Nation hôte | Champion                                                       | Finaliste                                                      | Troisième                                                      |
| --------- | ----------- | -------------------------------------------------------------- | -------------------------------------------------------------- | -------------------------------------------------------------- |
| 2004 (en) | Égypte      | Russie                                                         | Turquie                                                        | Italie                                                         |
| 2006 (en) | Brésil      | Brésil                                                         | Allemagne                                                      | Russie                                                         |
| 2008 (en) | Espagne     | Croatie                                                        | Espagne                                                        | Brésil                                                         |
| 2010 (en) | Turquie     | Norvège                                                        | Danemark                                                       | Brésil                                                         |
| 2012 (en) | Oman        | Brésil (2)                                                     | Danemark                                                       | Norvège                                                        |
| 2014 (en) | Brésil      | Brésil (3)                                                     | Hongrie                                                        | Norvège                                                        |
| 2016      | Hongrie     | Espagne                                                        | Brésil                                                         | Norvège                                                        |
| 2018 (en) | Russie      | Grèce                                                          | Norvège                                                        | Brésil                                                         |
| 2020 (en) | Italie      | Reporté en 2021 puis annulé à cause de la pandémie de Covid-19 | Reporté en 2021 puis annulé à cause de la pandémie de Covid-19 | Reporté en 2021 puis annulé à cause de la pandémie de Covid-19 |
| 2022 (en) | Grèce       | Allemagne                                                      | Espagne                                                        | Pays-Bas                                                       |
| 2024 (en) | Chine       | Allemagne                                                      | Argentine                                                      | Pays-Bas                                                       |